# Herrschaft Alt-Landsberg
Die Herrschaft Alt-Landsberg war eine kleine Adelsherrschaft um Altlandsberg (Landkreis Barnim, Brandenburg), deren Anfänge sich bis zu Beginn des 15. Jahrhunderts zurückverfolgen lassen. 1409 verlieh Markgraf Jobst von Mähren Schloss und Stadt Alt-Landsberg an mehrere Brüder von Krummensee. 1654 erwarb der spätere „Erste Minister“ Otto von Schwerin das Gut derer von Krummensee, das nun den Status einer Herrschaft erhielt. Durch Zukäufe vergrößerte er die Herrschaft substanziell. Auch sein Sohn Otto II. von Schwerin tätigte noch einige Zukäufe. 1708 erwarb der brandenburgische Kurfürst und König in Preußen Friedrich I. die Herrschaft Alt-Landsberg vom Enkel des obigen Otto I. und Sohn des Otto II., Friedrich Wilhelm von Schwerin und wandelte sie in ein landesherrliches Amt um, das Amt Alt-Landsberg.

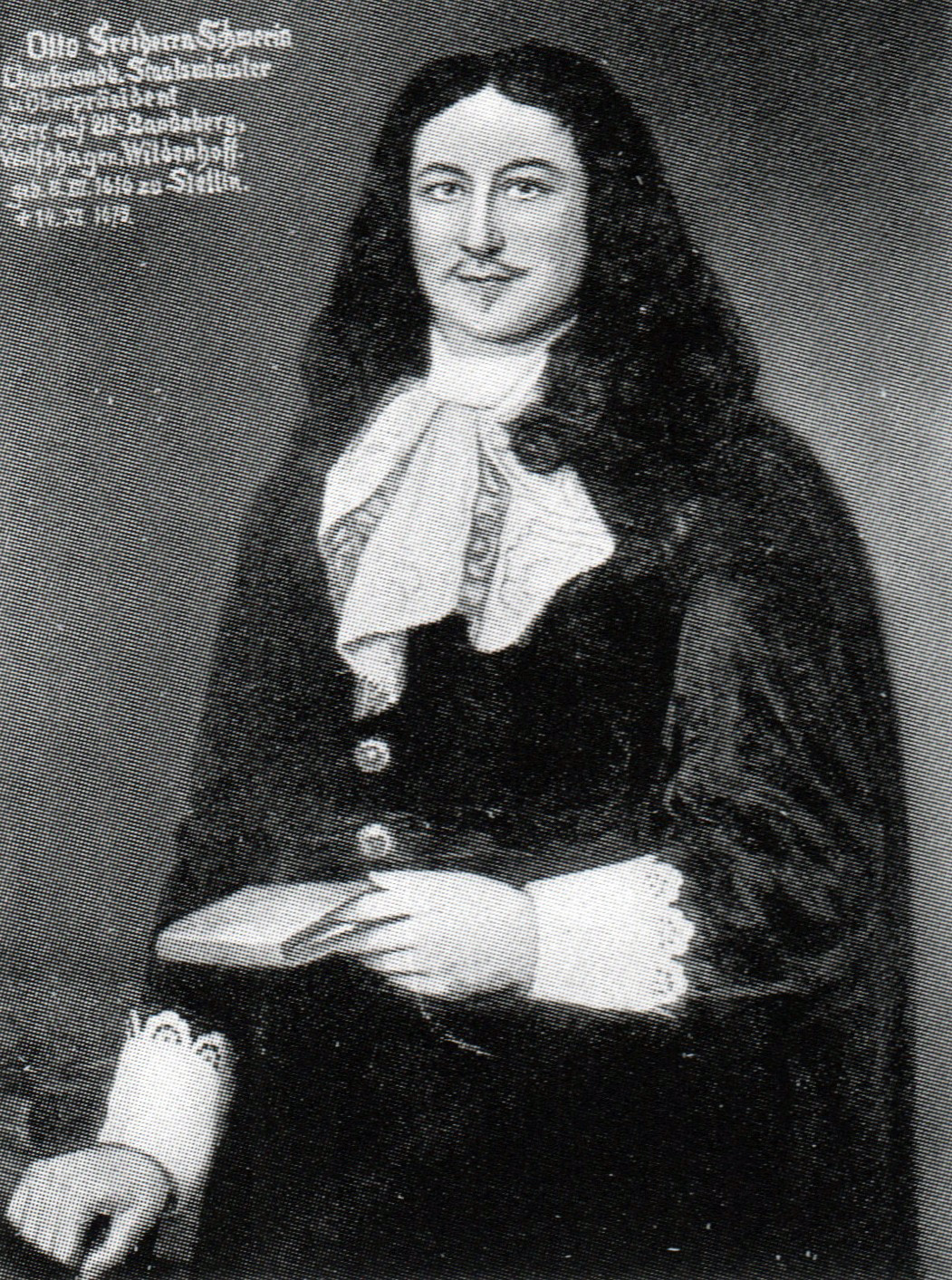
Otto Freiherr von Schwerin (1616–1679)

## Geschichte
Die Anfänge der Herrschaft Alt Landsberg gehen bis in das Jahr 1409 zurück, als Markgraf Jobst die markgräfliche Stadt Altlandsberg mit dem Schloss Ebel, Henning, Arnd, Hasse, Kune und Kerstian v. Krummensee zu einem erblichen Lehen überließ. Die markgräfliche Stadt war zwar zwischen 1371 und 1375 dem Hofmeister Claus von Bismarck verpfändet, jedoch nach Einlösung des Pfandes wieder an den Landesherr gekommen. 1416 belehnte Markgraf Friedrich I. die Brüder Ebel, Henning, Arnd, Hasse, Kune und Kerstian von Krummensee mit ihren ingehabten Lehengütern. 1444 musste Markgraf Friedrich II. einen Streit zwischen Arnd und Cuno von Krummensee mit Margarethe, der Witwe ihres verstorbenen Bruders Kerstian entscheiden.

### Das Lehengut der v. Krummensee 1472
1472 wurden Heinrich, Ebel, Hans, Matthias und Henning von Krummensee, Brüder und Vettern, von Markgraf Albrecht mit Stadt und Schloss Altlandsberg und ihren Besitzungen belehnt. In dieser Urkunde wird erstmals der Umfang der Krummenseeschen Besitzungen genauer beschrieben. Dazu gehörten neben Altlandsberg, Krummensee, Wegendorf (ohne die Zinsen, die den v. Bredow und Claus Wins zustanden), Hohenstein (ohne die Zinsen, die an Schum gingen), Schönfließ (ohne die Zinsen, die an die Hoppenrade gingen), in Beiersdorf ein Schock Groschen von vier Hufen und fünfeinhalb Schock und zehn Groschen von der Gemeinde Beiersdorf, aus Zinndorf zehn Schock Groschen, aus Rehfelde sieben Schock Groschen, in Rüdersdorf, Hennickendorf und Altenau drei Schock Groschen, zu Seefeld zwölf Hufen, in Werneuchen (Wernow) sechzehn Wispel Hafer, sechs Scheffel und einen Wispel und 15 Scheffel Hartkorn. In Löhme stand ihnen ein Wispel Roggen und ein Wispel Gerste zu. In Wesendahl hatten sie aus der dortigen Wassermühle (Wesendahler Mühle) einen Zins von einem Wispel Roggen. Die Hasselbergsche Mühle zinste ihnen 18 Scheffel Mehl. In Gielsdorf standen ihnen Zinsen in Höhe von zweieinhalb Schock an Geld und Korn zu. Zum Lehen gehörte auch die (damals) wüste Feldmark Hellersdorf. Das Dorf Buchholz gehörte ihnen zur Hälfte, ebenso eine Hälfte von dem schon im Lande Lebus gelegenen Schönfelde (bei Müncheberg). Dagegen waren sie im Vollbesitz von Tasdorf und Rosenthal. Weiter gehörten ihnen etliche nicht weiter bezeichnete Güter in hogen schonenfelde (verschrieben für Hohenstein). Die zwei Wassermühlen, Neue Mühle und Bruchmühle (bei Altlandsberg) waren in Vollbesitz (gantz unde gar). Am Rande des Oderbruchs gehörten ihnen fünf Sechstel der Dörfer Altwustrow und Großbarnim. Weiter gehörte ihnen das Dorf Rehfelde (Herfelde) mit allen Rechten, in Garzin dagegen nur ein Drittel. Insgesamt hatten die v. Krummensee damit einen recht beachtlichen Besitz im Barnim und Land Lebus.

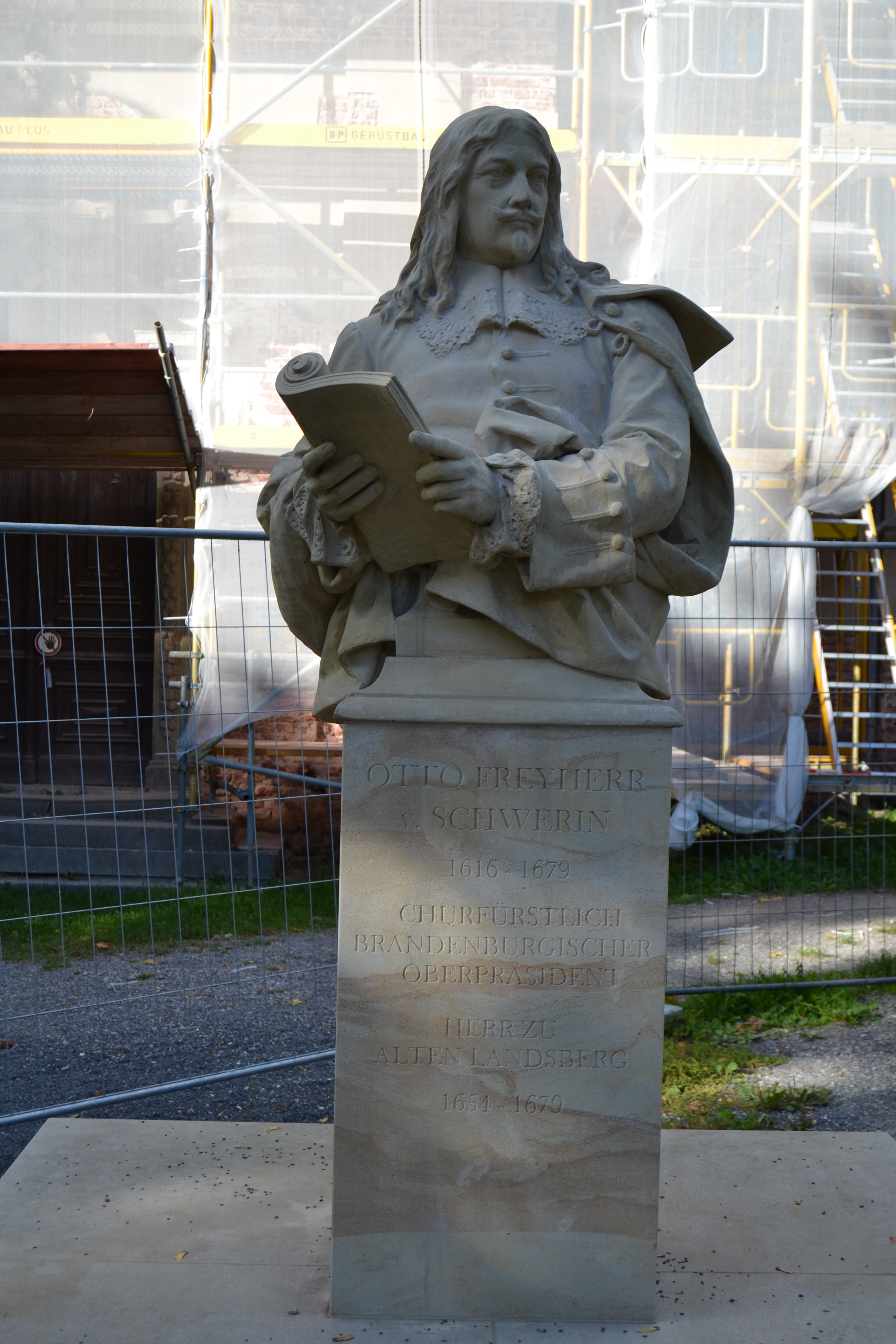
Denkmal des Otto von Schwerin in Altlandsberg

### Otto Freiherr von Schwerin
Otto Freiherr von Schwerin wurde am 18. März 1616 als Sohn des Otto von Schwerin in Pommern geboren. 1637/8 trat er in brandenburgische Dienste. Er heiratete am 22. April 1642 in Königsberg Elisabeth Sophie von Schlabrendorf, die Tochter des Manasse von Schlabrendorf und der Melusine von Thümen. Sein Schwiegervater war Erbherr auf Drewitz, Waßmannsdorf und Klein Glienicke.
Die ersten Erwerbungen von Otto von Schwerin in der Mark Brandenburg waren 1649 die Dörfer Drewitz (Vollbesitz) und Anteile von Nudow (nicht Rudow wie bei Hein) im damaligen Teltowischen Kreis (oder auch schon Kreis Teltow genannt), die er für 6.500 Taler von seinem Schwiegervater Manasse von Schlabrendorf (1585–1668) kaufte. 1658 gab er weitere 375 Taler für Zukäufe aus. 1659 kaufte er ebenfalls von seinem Schwiegervater Manasse von Schlabrendorf das Dorf Bergholz in der Zauche (bzw. im Zauchischen Kreis). 1662 verkaufte er Bergholz, Drewitz und Nudow mit großen Gewinnen an den Landesherrn, Kurfürst Friedrich Wilhelm. Allein für Drewitz erhielt er 12.000 Taler. Der Kurfürst wies die drei Dörfer dem Amt Potsdam zu.
1654 erwarb Freiherr Otto von Schwerin (1616–1679) das Gut Alt-Landsberg von der Familie v. Krummensee. Der Besitz wurde noch in diesem Jahr zur Herrschaft erhoben. Er brachte nach und nach weitere Güter aus adligen Besitz, z. T. unter Umgehung des damals gültigen Lehenrechts in seinen Besitz und schuf so eine größere Adelsherrschaft bestehend aus 13 Dörfern, großen Anteilen am Flecken Werneuchen sowie Schloss und Stadt Alt-Landsberg. Bis 1708 gehörten, z. T. auch nur vorübergehend, folgende Orte zur Herrschaft Alt-Landsberg:
- Alt-Landsberg. 1654 erwarb Otto von Schwerin vom damaligen Kammergerichtsrat Blechschmidt 23 Hufen für 10.364 Taler und von den Gläubiger des Hilmar Ernst von Krummensee das Schloss und 21 Hufen für 9.444 Taler.[6] 1655 brannten 50 von insgesamt 50 Häusern des Städtchens Altlandsberg nieder. Er kaufte 22 Hausparzellen auf und errichtete die abgebrannten Häuser auf seine Kosten oder gab den Bauherren Kredit, allerdings nur an Bürger reformierten Glaubens. Er legte den Kreditnehmer außerdem die Verpflichtung auf, nur an
- Altwustrow. Seit 1421 besaßen die v. Krummensee zu Altlandsberg fünf Sechstel des Dorfes Altwustrow.[7] 1614 gingen diese fünf Sechstel auf die von der Marwitz über. 1689 gehörten sie dem Kurfürsten, ab 1693 zur Herrschaft Alt-Landsberg. Ein Sechstel gehörte schon vor 1472 den von Barfuß auf Prädikow. Bis 1670 konnte Otto I. von Schwerin diesen Anteil erwerben. 1706 wurde Gut Prädikow sowohl den von Barfuß als auch dem Otto II. von Schwerin abgesprochen und dem Paul Anton von Kameke verliehen.
- Buchholz. Eine Hälfte des Dorfes war schon vor 1416 in den Besitz der Familie v. Krummensee gekommen. 1444 belieh Friedrich II. die Brüder Arnd, Cuno und Kersten (Christian) sowie deren Vetter Heinrich von Krummensee mit dem halben Dorf Buchholz. 1482 konnten die v. Krummensee auch die andere Hälfte des Dorfes erwerben konnte. 1671 kaufte Otto von Schwerin Buchholz von denen v. Krummensee für 4.300 Taler.[8] Um 1680 entstand ein Vorwerk mit 13 Hufen.
- Bruchmühle. Die Bruchmühle war eine von drei Wassermühlen in der Nähe bei Stadt Altlandsberg und existierte bereits 1428, wie aus Urkunden hervorgeht. Sie gehörte zusammen mit der Neuen Mühle den v. Krummensee, während die Blumenbergsche Mühle der Stadt Altlandsberg gehörte.
- Eggersdorf. Seit 1333 sind die v. Trebus als Besitzer des Dorfes nachgewiesen. Das Dorf zerfiel seit 1483 in zwei Besitzanteile (zwei Hälften). Eine Hälfte verblieb im Besitz der v. Trebus, die ihre Hälfte 1658 für 3.000 Taler an Otto von Schwerin verkaufte. Die andere Hälfte war 1483 in den Besitz der v. Röbel gekommen, die ihre Hälfte 1620 an die v. Pfuhl verkauften. Von den v. Pfuhl erwarb es Otto von Schwerin im Jahr 1660. Danach verpachtete er Eggersdorf gegen zwei Wispel Getreide und eine langsam von 70 auf 80 Taler steigende jährliche Pacht.[9]
- Freudenberg gehörte 1375 dem Reinbold von Greiffenberg, der es zunächst 1412 dem Gericke von Holzendorf verpfändete. Nach 1414 muss das Pfand wieder eingelöst worden sein, denn 1420 verkaufte er Freudenberg an die Brüder Claus, Wilke und Otto von Arnim auf Biesenthal. bis 1577 den v. Arnim auf Biesenthal. In diesem Jahr kaufte Kurfürst Johann Georg den Besitz der v. Arnim auf Biesenthal und machte daraus ein landesherrliches Amt (Amt Biesenthal). Doch schon 1606 wurde es vom Amt Biesenthal abgetrennt und an Caspar v. Lindstädt gegeben. 1640 war es in den Besitz des Conrad v. Holzendorf gekommen. 1652 wurde Freudenberg von Freiherr Joachim Friedrich von Blumenthal erworben. 1649 hatte dieser schon das Rittergut Pretschen gekauft. 1672 ging Freudenberg für 900 Taler von dessen Witwe Elisabeth von Holzendorf in den Besitz von Otto von Schwerin über.[8][10] Aus zehn Hufen, die 1682 als Ritterhufen anerkannt wurden, bildete er ein Vorwerk, das von einem Verwalter bewirtschaftet wurde. Dieser wohnte zunächst auf einem Bauernhof, später wurde ein eigenes Verwalterhaus errichtet. Nach dem Übergang an den Landesherrn wurde das Gutshaus Unterförsterei.
- Großbarnim (Ortsteil der Gemeinde Neutrebbin, Landkreis Märkisch-Oderland). Seit 1421 besaßen die v. Krummensee zu Altlandsberg fünf Sechstel des Dorfes Großbarnim.[7] 1614 gingen diese fünf Sechstel auf die von der Marwitz über. 1689 gehörten sie dem Kurfürsten, ab 1693 zur Herrschaft Alt-Landsberg. Ein Sechstel gehörte schon vor 1472 den von Barfuß auf Prädikow. Otto I. von Schwerin erwarb diesen Anteil bis 1670. 1706 wurde das Gut Prädikow sowohl den von Barfuß wie auch dem Otto II. von Schwerin auf Altlandsberg entzogen und dem Paul Anto von Kameke geschenkt.
- Grunow (Ortsteil der Gemeinde Oberbarnim). Der Ort gehörte zum Gut Prädikow und kam 1667 zur Herrschaft Alt-Landsberg. 1706 wurde das Gut Prädikow von König Friedrich I. eingezogen und dem Paul Anto von Kameke verliehen.
- Hennickendorf (Ortsteil der Gemeinde Rüdersdorf). Der Ort kam schon im 13. Jahrhundert an das Kloster Zinna. Mit dessen Auflösung 1553 kam der Ort an das Amt Rüdersdorf. 1656 schenkte der Große Kurfürst seinem Staatsminister Otto von Schwerin zwei Amtskossäten aus Hennickendorf bzw. deren Dienste und Abgaben.[6] Sie kamen 1686 an das Amt Rüdersdorf zurück.
- Hönow (Ortsteil der Gemeinde Hoppegarten). Seit 1268/79 bezog das Kloster Zinna Abgaben aus Hönow. 1375 besaß es zwei Drittel und Pacht und Zins, ein Drittel war im Besitz des Bürgers Krähenfuß in Berlin. Dieser Anteil war bis 1553 ebenfalls an das Kloster gekommen. Mit der Säkularisation des Klosters Zinna 1553 kam Hönow zum Amt Rüdersdorf. Ausgenommen waren Wagendienste und Bede, die die v. Arnim auf Biesenthal schon vor 1412 erworben hatten und bis 1577 behaupteten. Dieser Teil kam mit dem Gut Biesenthal an den brandenburgischen Kurfürsten Johann Georg; er verblieb bis 1656 beim Amt Biesenthal. 1656 bekam Otto von Schwerin diese Teile von Hönow vom Kurfürsten in Anerkennung seiner Verdienste als Geschenk.[6] Einen weiteren Anteil an Hönow hatte Otto von Schwerin 1655 von der Familie von Burgsdorf für 3675 Taler erworben.[6]
- Hohenstein. Das Dorf war schon vor 1375 im Besitz der v. Krummensee zu Krummensee. Allerdings hatten auch noch andere Adlige und der Markgraf Rechte und Abgaben im Dorf. Später wurde das Dorf geteilt. Eine Hälfte war 1646 zunächst pfandweise, 1658 lehenweise an die v. Trotha gekommen, die ihre Hälfte 1660 an Otto von Schwerin verkauften. Für Ruhlsdorf und halb Hohenstein bezahlte er 2.800 Taler.[9] Die andere Hälfte war im Besitz der v. Krummensee geblieben. Erst 1676 verkaufte Hilmar Ernst von Krummensee auf Neuenhagen seine Hälfte an Otto von Schwerin.[8]
- Kähnsdorf (Wohnplatz der Gemeinde Prötzel und Wohnplatz der Gemeinde Oberbarnim). Ursprünglich handelte es sich um zwei Dörfer, Groß- und Kleinkähnsdorf. Sie fielen wahrscheinlich schon im 14. Jahrhundert wüst. Im 15. Jahrhundert war die Feldmark in acht Teile geteilt, wovon die Stadt Strausberg 6½ Teile erwerben konnte. Dieser Anteil wurde 1617 der Mittelmärkischen Städtekasse verpfändet. 1700 konnte Otto II. von Schwerin diesen Anteil erwerben. Er kam mit der Herrschaft Altlandsberg an das Amt Alt-Landsberg. Anderthalb Teile waren mit dem Gut Prädikow verbunden. Sie wurden mit Gut Prädikow bis 1670 von Otto I. von Schwerin gekauft. 1706 kam dieser Anteil mit Gut Prädikow an Paul Anton von Kameke.
- Kleinschönebeck. 1375 gehörte das Dorf einem Glaze (Glasow), Bürger in Cölln; er hatte das Dorf vom Markgrafen zu Lehen. Lediglich die Wagendienste waren im Besitz des Markgrafen geblieben. Später war das Dorf zwischen den Glasow und den Hohendorf geteilt. 1436 gehörte das gesamte Dorf einem Bürger Alhard in Berlin. 1450 war es dann kurzzeitig an den Markgrafen zurückgefallen, der es dann vor 1455 seinem Rat Henning Schulboltz (auch Schuwoltz) übertrug. 1485 heiratete Arndt v. Krummensee zu Altlandsberg die Witwe des Schulboltz, Anna von Brandenstein und bekam so das ganze Dorf. 1643 mussten die v. Krummensee Kleinschönebeck an  die v. Trotte abgeben, 1651 gaben diese das Pfand weiter an Geheimrat Seidel. Schließlich erwarb Otto von Schwerin 1654 den Ort für 4.000 Taler.[6]
- Krummensee. Im 13. Jahrhundert hatte das Kloster Spandau Einkünfte aus der Bede von Krummensee. Schon vor 1375 saßen hier die von Krummensee, die damals schon 22 Freihufen zu ihrem Rittersitz hatten, 1480 waren es sogar 25 Freihufen. 1586 mussten sie das Dorf und den Rittersitz auf Wiederkauf an die von Buch und von Röbel veräußern; 1619 gelang ihnen der Rückerwerb. 1633 mussten sie Dorf aber erneut verkaufen, diesmal an die von Kahlenberg von Perwenitz (Ortsteil der Gemeinde Schönwalde-Glien) im Havelland. Schließlich kaufte Otto von Schwerin 1656 das Dorf zusammen mit Wegendorf für 24.000 Taler zu seiner Herrschaft Alt-Landsberg.[6]
- Neue Mühle. Die Neue Mühle bei Altlandsberg wurde 1428 urkundlich genannt. Sie gehörte mit der Bruchmühle den v. Krummensee, also zur Herrschaft, während die Blumenbergsche Mühle der Stadt gehörte.
- Neuenhagen. Um 1375 waren die Schlegel im Besitz des Dorfes. Um 1391 hatte auch die Stadt Berlin nicht genau bekannte Rechte im Ort. Um/Vor 1412 erwarben die Schuwolz (Schulboldt) Neuenhagen und bleiben in dessen Besitz bis 1485. In diesem Jahr erhielt Arnd von Krummensee anlässlich seiner Hochzeit mit Anna von Brandenstein das Dorf vom Markgrafen Johann erblich verliehen. Der Ort Leibgeding von Anna Schulboltzin, der Großmutter von  Arnd von Krummensee.[11] 1621 verkauften sie es an die v. Löben, die 1658 Neuenhagen mit seiner Schäferei für 4.300 Taler an Otto von Schwerin veräußerten.[9]
- Petershagen. 1366 war Petershagen von der Familie Glutzer in den Besitz der Familie Glynow übergegangen. 1375 bezog allerdings noch eine Witwe Glutzer ein Leibgedinge aus dem Dorf. Schon vor 1412 war Petershagen in den Besitz der v. Ihlow gelangt, die es schließlich 1674 für 5.300 Taler an Otto von Schwerin verkauften.
- Rehfelde. Das Dorf gehörte 1472 mit aller Gerechtigkeit zum Gut der Krummensee und kam 1656 an Otto von Schwerin. Im selben Jahr bekam er auch noch die Rechte an vier Kossäten, die dem Amt Rüdersdorf unterstanden, als Geschenk vom Kurfürsten. 1684 wurde das Dorf mit allen Rechten an das Amt Rüdersdorf abgetreten.
- (Rüdersdorf bei Berlin). Rüdersdorf war schon im 13. Jahrhundert im Besitz des Klosters Zinna und wurde nach dessen Auflösung 1553 Sitz des Amtes Rüdersdorf. 1656 verlieh der Kurfürst Otto von Schwerin das Recht in Rüdersdorf Kalk zum Eigenbedarf zu brechen.
- Ruhlsdorf. Schon um 1375 war Ruhlsdorf im Besitz einer Familie, der Schreibweise in den Urkunden stark wechselt (Hochow/Hachow, Zachow/Czachow oder auch Stagho/Stachow?). Noch vor 1450 war das Dorf in den Besitz des kurfürstlichen Rats Henning Schulboltz (auch Schuwoltz) übergegangen, der auch in den Barnimdörfern Dahlwitz, Neuenhagen und Kleinschönebeck begütert war. 1455 übertrug Schulboltz seine Güter auf seine Ehefrau Anna von Brandenstein. 1480 erwarb Nickel v. Pfuel die Anwartschaft auf Ruhlsdorf, jedoch gab Markgraf Johann Cicero das Dorf 1485 an Arndt v. Krummensee, der die Anna von Brandenstein, Witwe des Schulboltz geheiratet hatte. 1646 musste die Familie v. Krummensee das leerstehende Ruhlsdorf, zusammen mit einer Hälfte von Hohenstein, an Botho von Trotte verkaufen. Und 1660 verkauften schließlich die Brüder Friedrich und Botho von Trotte Ruhlsdorf und halb Hohenstein an den Otto von Schwerin für 2.800 Taler.[9]
- Seeberg. Seeberg war schon vor 1375 bis nach 1416 im Besitz derer von Britzke zu Britz. Sie hatten vier Freihufen zu ihrem Hof. Um 1480 war Seeberg in den Besitz der Familie Wins gekommen, bevor um 1513 die v. Britzke das Dorf erneut in ihren Besitz bringen konnten. Ausgenommen davon waren die Dienste, die schon vor 1450 landesherrlich waren. 1667 kaufte Otto von Schwerin das Dorf Seeberg für 2.200 Taler von den von Britzke.[12] 1656 hatte ihm der Kurfürst bereits die Dienste und Abgaben von drei Kossäten.[6]
- Seefeld. Seefeld gehörte 1375 den Brüdern Wulff auf Löhme. Um 1412 hatten die Schlegel ein Drittel des Dorfes, die Kannenberg zwei Drittel des Dorfes in Besitz. 1446 folgten nun die Blankenfelde zu Berlin (bis nach 1491). Daneben bestand noch ein Hof mit zunächst acht, später sechs freien Hufen, der den von Krummensee auf Krummensee gehörte. Zwischen 1491 und 1541 kam Seefeld an die Herrschaft Alt-Landsberg, die damals im Besitz eines anderen Zweiges derer von Krummensee (auf Alt-Landsberg) war. Der Krummenseeische Anteil (der auf Krummensee) fiel erst 1621 an die Herrschaft Alt-Landsberg. 1663 kaufte er von den Gläubigern derer von Krummensee Seefeld für 1.000 Taler[12], die Otto von Schwerin 1654 erwarb.
- Spitzmühle. Die Spitzmühle zwischen Bötzowsee und Fängersee wurde schon 1367 erstmals urkundlich erwähnt, als die Stadt Strausberg die Wassermühle erwarb. Anscheinend konnten 1416 die v. Krummensee die Mühle erwerben, die nun im weiteren Verlauf der Geschichte mit dem Dorf Buchholz verbunden blieb, und wie dieses 1671 von Otto von Schwerin zur Herrschaft Alt-Landsberg gekauft wurde.
- (Tasdorf). 1663 überließ Kurfürst Friedrich Wilhelm dem Otto von Schwerin die Fischerei im Stienitzsee bei Tasdorf.
- Tiefensee. Das mittelalterliche Dorf Tiefensee fiel in der ersten Hälfte des 14. Jahrhunderts wüst (1375 bereits seit alters nicht bebaut). 1668 erwarb Otto von Schwerin eine Hälfte der wüsten Feldmark Tiefensee für 900 Taler von Otto Christoph von Sparr.[12] Teile der Feldmark wurden von Bauern aus Freudenberg beackert. Im Wesentlichen wurde die Feldmark aber zur Hütung benutzt. Erst zu Amtszeiten 1786/7 wurde diese Hälfte wieder besiedelt.
- Wegendorf. Bis 1472 hatten die v. Krummensee auf Krummensee den bis dahin stark zersplitterten Besitz im Wesentlichen an sich gebracht. Hebungen von drei Bauern gingen auch noch bis 1644 an weitere Adlige. 1656 konnte Otto von Schwerin das Dorf zusammen mit Krummensee für zusammen 24.000 Taler zu seiner Herrschaft Alt-Landsberg hinzufügen.[6]
- Werder (Ortsteil von Rehfelde). Das Dorf gehörte schon vor 1375 dem Kloster Zinna und kam mit dessen Auflösung 1553 an das Amt Rüdersdorf. 1656 schenkte der Kurfürst dem Otto von Schwerin vier Amtskossäten bzw. deren Dienste und Abgaben. 1684 kamen sie wieder an das Amt Rüdersdorf zurück.
- Werneuchen. Der Flecken war bis 1416 zum großen Teil in den Besitz der v. Krummensee auf Krummensee und Altlandsberg gekommen. Otto von Schwerin konnte diesen Teil erst 1669 für 2.200 Taler in bar in seine Hand bekommen.[8] 1678 konnte er die dortige Windmühle für 320 Taler kaufen.[8] Ein weiterer Teil gehörte schon 1441 den v. Arnim auf Biesenthal. Er fiel mit dem Gut Biesenthal 1577 an das Amt Biesenthal. 1684 erwarb Otto II. von Schwerin diesen Anteil. Ein weiterer Anteil war und blieb im Besitz der Pfarrkirche in Eberswalde.
- Wolfshagen. Das Vorwerk wird zwar erst 1709 als Amtsvorwerk erwähnt, könnte aber noch zu Zeiten der Herrschaft Alt-Landsberg entstanden sein.
- Zühlsdorf, Das mittelalterliche Dorf lag schon 1375 seit alters wüst. Das Historische Ortslexikon für Brandenburg lokalisiert den verschwundenen Ort etwa bei Heidekrug, einem Wohnplatz der Gemeinde Prötzel. 1620 war ein zum Gut Prädikow gehörendes Vorwerk entstanden, das wahrscheinlich im Dreißigjährigen Krieg zerstört und nicht wieder aufgebaut worden war; 1670 lag das Vorwerk wüst. Bis 1670 hatte Otto von Schwerin sämtliche Anteile erworben. 1706 wurde Gut Prädikow dem Paul Anton von Kameke übergeben.

Ab 1657 ließ Otto von Schwerin in Altlandsberg ein neues Schloss errichten. Auf Schloss Alt-Landsberg verbrachte der spätere König Friedrich I. seine Kindertage. Ab 1658 begann Otto von Schwerin mit dem Bau der Kirche, der sich bis 1662 hinzog. Im August 1662 konnte die Kirche dann eingeweiht werden. Am 4./14. November 1679 starb Otto I. von Schwerin. Im folgte sein Sohn Otto II. von Schwerin nach. Er war seit 1668 mit Ermgard Marie von Quadt zu Wickradt verheiratet. Mit ihr hatte er die Kinder: Dorothea Maria (* 15. Januar 1670; † 24. Juli 1729), Elisabeth Sophie (* 27. Dezember 1670), Charlotte Louise (* 26. Januar 1672; † 24. Juli 1748), verheiratet mit Johann Sigismund von Heiden, Ottonette Wilhelmine (* 1673, †), Hedwig Henriette (* 5. Juli 1675, † 1744), Friedrich Wilhelm (* 28. Juli 1678, † 6. August 1727) und Otto III. (* 5. Juni 1684; † 2. Januar 1755), Begründer der Linie Wolfshagen. Otto II. von Schwerin starb am 8. Mai 1705. Auf ihn folgte sein älterer Sohn Friedrich Wilhelm nach. Dieser war zweimal verheiratet und hatte fünf Kinder. Am 9. September 1708 kaufte ihm König Friedrich I. die Herrschaft für 300.000 Taler ab und richtete in Altlandsberg das Amt Alt-Landsberg ein. Er ist der Begründer der Linie Walsleben der Grafen von Schwerin. Friedrich Wilhelm wurde nur wenig später Oberhofmeister der neuen Königin Sophie Luise.

### Gut Prädikow
Das Gut Prädikow (Ortsteil von Prötzel) (mit Hohen- und Niederprädikow, Grunow, Anteilen von Groß Barnim, Alt Wustrow, die Wüstung Zühlsdorf (bei Strausberg), Kähnsdorf und dem Wald Blumenthal und weiteren kleinen Lehensanteilen im Barnim) war ein altes Lehen der Familie von Barfuß (auch Barfus), das sie mit kleinen Unterbrechungen von 1454 an besaßen. 1664 erwarb Otto von Schwerin I. im Konkursverfahren den Gutsanteil von Kaspar von Barfuß (verheiratet mit Elisabeth von Köckritz aus dem Hause Marzahn) für 7.000 Taler. Im April 1668 kaufte er vom kinderlosen Hans Dietlof von Barfuß (?–1671) dessen Anteil am Gut Prädikow sowie die Kossäten in Grunow, Alt Wustrow und Groß Barnim für 3.465 Taler. Den Rest des Gutes Prädikow erwarb er 1670. Er ließ sich 1672 einen Gesamtlehenbrief ausstellen und vereinigte das Gut Prädikow mit seiner Herrschaft Alt-Landsberg. Im Lehensbrief machte er die Aussage, dass er den Konsens der Barfuß'schen Lehenserben erhalten habe. Dies war ganz offensichtlich nicht der Fall, denn 1688 erhielten die v. Barfuß Lehenspardon und 1688 die formelle Belehnung mit ihren Lehen, darunter auch Gut Prädikow. 1679 war Otto I. von Schwerin gestorben und die Herrschaft Alt-Landsberg war an seinen Sohn Otto II. gekommen. 1696 klagten nun die Brüder Bernhard Heinrich (1645–1705), Melchior Christof und Hans Stefan von Barfuß, Söhne des Kuno von Barfuß, vor dem Kammergericht auf Wiedereinlösung des Gutes Prädikow, da Otto I. von Schwerin nur Gläubigerrecht gehabt habe. Das Lehensdirektorium unter dem damaligen Direktor Johann Friedrich von Rhatz entschied in einem Bericht, dass die Gebrüder von Barfuß nach dem erfolgten Lehenspardon berechtigt seien, die Lehengüter wieder einzulösen. Die Akten wurde zur Juristenfakultät in Jena zur Begutachtung gesandt, ohne das für die von Barfuß günstige Gutachten des Lehendirektoriums. Der Prozess zog sich bis 1705 hin. Am 11. Januar 1705 schaltete sich König Friedrich I. ein und unterbrach den Prozess per Kabinettsorder. Paul Anton von Kameke ersuchte und erhielt nun die Eventualbelehnung mit dem Gut Prädikow. Im September 1705 starb Bernd Heinrich von Barfuß. Die Akten wurden nun an die Juristenfakultät in Königsberg i. Pr. verschickt. Dieses Gutachten kam zum Schluss, dass das Lehen Gut Prädikow keiner der beiden Parteien zuzusprechen sei. Am 23. Oktober 1706 erklärte der König das Gut Prädikow für ein heim gefallenes Lehen und schenkte es dem Paul Anton von Kameke. Zwar legte der Kammergerichtsadvocat Müller als Vormund der Barfuß'schen Kinder Rechtsmittel dagegen ein, ihm wurde jedoch angedeutet, dass er die Sache auf sich beruhen lassen solle. Auch die Behörden wurden entsprechend angewiesen, keine Beschwerden in der Sache mehr entgegenzunehmen. Alle Lehensstücke, die ursprünglich zum Gut Prädikow gehörten wurden 1706 wieder von der Herrschaft Alt-Landsberg getrennt und fielen dem Paul Anton von Kameke zu.